# Marasmius yanomami
Marasmius yanomami é um fungo Basidiomycota da família Marasmiaceae. É considerado um fungo importante para a etnomicologia pois foi descoberto e utilizado por povos indígenas, os yanomamis. Seu uso é datado desde 1970 pelas mulheres yanomamis que vivem na área indígena na região de Maturacá, Amazonas. Devido a sua aparência é confundido geralmente com raízes ou galhos de árvore, a categorização desse organismo como fungo se deu pela bióloga Noemia Kazue, que trouxe para o laboratório de ciências um artefato do seu cotidiano. Juntamente com o Inpa - Instituto Nacional de Pesquisas da Amazônia  e Associação de Mulheres Yanomami Kumirãyõma, Noemia realizou a coleta do cogumelo e a partir do estudo de suas estruturas morfológicas chegaram a conclusão que se tratava de uma nova espécie, assim nomeada de Marasmius yanomami. (GALILEU, 2019) (ISHIKAWA, 2019)

## Descrição
O fungo yanomami é identificado principalmente pela sua semelhança com raízes de árvores, sua parte macroscópica é formada por rizomorfo, são agregados de hifas que vão formando um “cordão” longo, flexível e resistente, essa é a estrutura somática do indivíduo e pode se espalhar por uma grande área. O corpo de frutificação do perisi pode ser encontrado geralmente nas bases das árvores, seus cogumelos são pequenos e finos. A estipe, estrutura que sustenta o cogumelo, costuma ser fina e curta. Já sua superfície chamada de píleo é marrom-alaranjado ou vermelho escuro e forma um bico no topo. Abaixo do píleo podemos encontrar as lamelas, estruturas onde são produzidos seus esporos. (NOEMIA KAZUE ISHIKAWA, 2019)
O rizomorfo, ao ser cortado transversalmente, apresenta três camadas microscópicas: a primeira, na superfície é de coloração bem escura possuindo hifas resistentes e rígidas. Depois, vem o córtex, camada um pouco mais clara com as hifas também resistentes e que, junto com a primeira, conferem sustentação e proteção às hifas da camada interna, pois estas são mais frágeis e sem cor. Essa última camada termina em um espaço que pode ser oco ou preenchido com delicadas hifas, cuja função é transportar água e nutrientes para o resto do organismo. A água e o ar geralmente são conduzidos pelo espaço oco. Os esporos medem 5-7,8 por 2,7-4 micrômetros, não apresentam cor e tem formato de gota de água. Na superfície do píleo são encontradas células chamadas equinídios, do tipo Siccus. Por ser uma espécie recém classificada, as informações ainda são escassas e são necessárias novas pesquisas para que o Marasmius Yanomami possa ser melhor compreendido. (NOEMIA KAZUE ISHIKAWA, 2019)

## Distribuição e hábitat
Atualmente, o Marasmius Yanomami foi coletado cientificamente apenas em uma área da Terra Indígena Yanomami, na região de Maturacá, estado do Amazonas e, a princípio, é conhecido apenas no Brasil. O povo Yanomami conhece diferentes áreas que utilizam para coleta em diferentes momentos, de forma que o fungo seja preservado e tenha tempo para crescer. É possível que sua ocorrência seja mais abundante do que mostra os dados coletados até hoje. (NOEMIA KAZUE ISHIKAWA, 2019)
Por se tratar de um fungo sapróbio podemos encontrá-lo por lugares com muita matéria orgânica em decomposição, como no chão da mata em meio às folhas e troncos de árvores. O chão úmido é essencial para o crescimento do perisi, em época de chuvas a população tem um grande aumento, já em locais mais secos e com alta incidência de luz o fungo para de crescer.  (NOEMIA KAZUE ISHIKAWA, 2019) (Neves, M.A. & Ferst, L. 2020)

## Representações culturais
O fungo é coletado e utilizado pelas mulheres Yanomami para enfeitar os cestos produzidos por elas, e que são usados para diversas funções. Existe uma diversidade de grafismos feitos nos cestos, alguns inspirados em histórias presentes na crença desse povo, como os desenhos que lembram couro de cobra, outros são criados e vão sendo aprimorados, a fim de deixar o artesanato cada vez mais bonito para que seja valorizado. Os principais cestos são o wɨɨ, mais alto e usado para levar lenha, mandioca e outros alimentos, e o xotó, mais baixo e aberto com função de guardar comida, geralmente em casa. A coleta do fungo é feita de forma muito respeitosa em relação à natureza. Primeiramente, é feita apenas em lugares onde já se sabe que o fio-de-fungo está presente. Por ser difícil de visualizar devido ao seu rizomorfo fino e escuro, as mulheres Yanomami observam onde estão presentes uma florzinha branca, conhecida como mãe-do-përɨsɨ, e um cogumelo não comestível, chamado peripo, ambos reconhecidos por elas como indicadores da presença do përɨsɨ. Elas escolhem os fios maduros, mais firmes e compridos, e puxam devagar e com calma para que não se quebrem, e os fios novos sempre são deixados para continuarem crescendo. Após a coleta, os fios-de-fungo são limpos, organizados e trançados, formando fios mais grossos ou finos, dependendo do gosto da artesã. (NOEMIA KAZUE ISHIKAWA, 2019)